# 英國空旅航空28M號班機空難
英國空旅航空28M號班機（官方报告称328号班机）是一般由英国航空旗下包机航司运营，从曼彻斯特机场前往克基拉島揚尼斯·卡波迪斯特里亞斯國際機場的旅游包机航班。1985年8月22日，一架波音737-236准备从曼彻斯特机场起飞时，左侧发动机发生非包容性故障并起火。这架注册号G-BGJL的737-236，曾名为「金翅雀」（Goldfinch），在事故发生时名为「奥林河」（River Orrin）。当时机上载有131名乘客和6名机组人员，大部分乘客都准备飞往目的地度假。尽管机组人员在故障发生后立刻中止起飞并停在跑道上开始疏散，但最后仍造成55人死亡、15人受伤，多数死亡人员均因吸入火灾中有毒气体而死，并非被烧死。

## 事發經過
事發當日早上06:12，正當飛機起飛時，機長彼得．特林頓和副机长布莱恩．樂夫聽到飛機下方傳來一聲爆炸聲。推斷有一個輪胎已經爆裂，立即放棄起飛並開啟反推力。機組人員逐步煞車後，將飛機駛入略為迎風的右側滑行道。飛機停下後，機組人員發現一號引擎著火。
此時失火處因溢出的燃油與風勢助長，成為巨大的火球。火勢很快蔓延進入客艙，因燃燒產生有毒煙霧，且右艙門卡住未能馬上順利打開，只好打開左側（燃燒側）前門，許多人爭先恐後，堵住艙門，未能順利於90秒內完成機上乘客疏散，造成53名乘客和两名機組人員死亡，其中多達49人死因為吸入過多濃烟而死。78名乘客和4名機組人員逃生成功，但有15人重傷。一名男子於失火後33分鐘後，被發現昏迷於客艙通道獲救，六天後因傷勢過重於醫院不治死亡。

## 调查
此事件的調查指出，引擎九號燃燒管內因熱疲勞出現裂痕，使得燃燒管脫離其固定基準。與燃油混合燃燒後的空氣，原本應該向引擎後方噴出，但卻因燃燒管脫離而直接噴向燃燒室外殼，導致了災難性的爆炸。
然後，燃燒管前段彈出引擎，擊毀燃油開關，因此燃油流出至熾熱的引擎排氣上。加上原本就被注入受損引擎中的燃油，兩者迅速引燃了大火。
維修紀錄顯示，問題引擎普惠JT8D-15以前曾因九號燃燒管損壞進行修理。不過，空中事故調查處發覺此處進行過的焊接修理並無法滿足正常運作的安全要求。因而最終導致了此一災難。
當時的處理過程也導致事態的惡化。由於認為是輪胎破裂而進行的標準作業程序，導致機組緩慢煞車以離開跑道。煞車過慢使得火勢有蔓延的機會並且縮短了機上人員逃生的時間。自此慘劇後，機組人員在轉向前必須確認風向後方可決定轉向。發現班機火情後報知機組風向風速，也成為ATC的標準作業程序之一。
此外，艙門過窄及設計錯誤，間接導致乘客未能順利疏散，事發客機艙門僅22英吋，僅容許一人通過，建議逃生艙門拓寬至少30吋以上，並更改設計艙門，並加強機組人員逃生訓練，避免乘客因恐慌堵住艙門而延長逃生時機。
倖存的機組人員（亞瑟·布萊波利、喬安娜·托夫）和兩名曼徹斯特機場消防隊成員，分別獲頒女王勇氣勳章。兩名遇難的空服員（莎朗·福特、賈奎·烏班斯基），也因工作的奉獻與勇氣追授相同的榮譽。

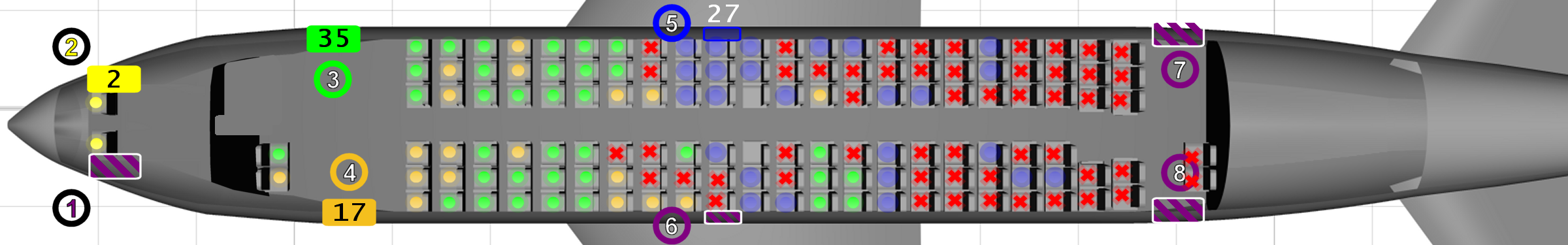
罹難者（紅點）及生還者位置圖